# 呉淞区
呉淞区（ごしょう-く）は中華人民共和国上海市にかつて存在した市轄区。現在の宝山区の一部に相当する。
1927年（民国16年）に設置された。1956年に江湾区及び大場区と統合され北郊区とされたが、1960年に再設置、1964年には楊浦区に編入された。
1980年に再度設置されるが、1988年に宝山県と統合され宝山区に改編された。